# أفلاطونية محدثة
الأفلاطونية المحدثة هي التسمية التي أطلقت منذ القرن التاسع عشر على مدرسة للصوفية الفلسفية والتي تكونت في القرن الثالث مبنية على تعاليم أفلاطون وتابعيه الأوائل. ويعد أفلوطين وأستاذه أمونيوس سكاس من المساهمين الأوائل في تلك الفلسفة. ترتكز الأفلاطونية المحدثة على الجوانب الروحية والكونية في الفكر الأفلاطوني مع مزجها بالديانتين المصرية واليهودية وعلى الرغم من أن أتباع الأفلاطونية الجديدة كانوا يعتبرون أنفسهم ببساطة متبعين لفلسفة أفلاطون إلا إن ما يميزها في العصر الحديث يرجع إلى الاعتقاد بأن فلسفتهم لديها الشروحات الكافية التي لا نظير لها لفلسفة أفلاطون والتي تجعلها مختلفة جوهرياً عما كان أفلاطون يكتب ويعتقد.
الأفلاطونية الجديدة لأفلوطين وفورفوريس هي في الواقع مجرد اتباع لفلسفة أفلاطون هكذا أشار إليها أساتذة مثل جون ترنر. هذا الاختلاف جاء متناقضاً مع الحركات الأفلاطونية الجديدة التي جاءت بعد ذلك من أمثال لمبليخوس وبرقلس والتي تبنت الممارسات السحرية «ثيورجى» كجزء من تطور النفس في عملية عودة النفس إلى الأساس أو المصدر. وقد سعى أفلوطين لتوضيح بعض العادات في فلسفة أفلاطون على الأرجح بسبب ما تعرضت له من تشويه وتحريف من قِـبَـل لمبليخوس.
أخذت الأفلاطونية الحديثة شكلاً تعريفياً على يد الفيلسوف أفلوطين ويقال إنه تلقى تعليمه من أمنيوس سكاس فيلسوف من الإسكندرية، كما تأثر أفلوطين بالكسندر الأفروديسي ونومنيوس الفامي وقد جمع تلميذ أفلوطين فروفريوس دروسه في ست مجموعات في كل مجموعة تسع رسائل أو التاسوعيات ومن ضمن فلاسفة الأفلاطونية الجديدة من جاء بعد ذلك: لمبليخوس، هيباتيا الإسكندرانية، هيركلييس الإسكندرانى، برقلس (الأكثر تاثيراً في كل فلاسفة الأفلاطونية الحديثة فيمن جاء لاحقاً) الدمشقى (آخر فلاسفة مدرسة الأفلاطونية الحديثة في أثينا، أوليبمبيدروس الصغير، سيبمبليسيوس الصقلي.
تأثر مفكري الأفلاطونية الحديثة بمفكرين من مدارس فكرية أخرى على سبيل المثال جوانب محددة من الأفلاطونية الحديثة أثرت في المفكرين المسيحيين مثل (أوغسطين، بوثيوس، جون سكوتس أورجينا، بونافنشر) بينما أثرت أفكار المسيحية في فلاسفة الأفلاطونية الجديدة (وأحياناً جعلتهم يتحولون) مثل (ديوسنوس، اروبايجيت).
في العصور الوسطى تعامل مفكرين مسلمين ويهود بجدية في أفكارهم مع قضايا جدلية في الأفلاطونية الحديثة مثل: الفارابي وموسى ابن ميمون؛ مما أحدث نهضة من خلال تعلم نصوص من الفلسفة الأفلاطونية الحديثة وترجمتها من اليونانية والعربية.

## المنشأ
المبشرين الأكثر أهمية للأفلاطونية الحديثة هم الأفلاطونيون الأوسطون، مثل فلوطرخس والفيثاغورين الجدد وبشكل خاص نومينيوس الافامي. فيلون السكندري، رائد الأفلاطونية الحديثة، ترجم اليهودية إلى مصطلحات الرواقي، الأفلاطونيين وعناصر الفيثاغورين الجدد آمنوا أن الله هو «فوق المعقول» الذي لا يمكن الوصول إليه إلا من خلال «النشوة» وذلك أن نبوؤة الله تزود مواد المعرفة الأخلاقية والدينية. الفلاسفة المسيحيين القدامى مثل جاستن وأثيناغوراس الذين حاولوا ربط المسيحية مع الأفلاطونية والغنوصيين المسيحيين في الاسكندرية وخاصة فالنتينوس وأتباع باسيليدس، أيضًا عناصر من الأفلاطونية الحديثة وإن كان دون تماسكه الذاتي الصارم.

## التعاليم
الأفلاطونية الحديثة عمومًا تعتبر فلسفة ميتافيزيقية وفلسفة معرفية وتعتبر الأفلاطونية الحديثة شكل من المثالية الوحدوية (وتسمى أيضا الوحدوية الإيمانية). على الرغم من أن مؤسس الأفلاطونية الحديثة من المفترض أن يكون أمونيوس السقاص، فإن إنياذة تلميذه أفلوطين تعد المستند الأساسي والكلاسيكي من الأفلاطونية الحديثة. كشكل من أشكال التصوف وتحتوي على أجزاء نظرية وعملية، الأول يتناول أصل النفس البشرية العالية مبينا كيف غادرت من وضعها الأول والثاني يبين الطريقة التي يمكن بها للروح أن تعود مرة أخرى إلى الخلود والعلاء الاعظم. ويمكن تقسيم النظام بين العالم الخفي والعالم الاستثنائي، يحتوي السابق على المتعالي من الذي تنبثق منه الأبدية والكمال والجوهر (العقل) والذي بدوره ينتج روح العالم.

### الواحد
المصدر البدائي للوجود هو الواحد واللانهائي، على عكس التعدد والمحدودية فهو مصدر كل الحياة وبالتالي هو يمثل السببية المطلقة والوجود الحقيقي الوحيد ولذلك فإن الميزة الأهم فيه هو أنه هو وراء كل الوجود بل والمصدر لكل شيء لذلك فإنه لا يمكن أن يكون معروفًا من خلال المنطق أو الفهم لأنه مايكون جزءًا من الوجود فقط هو ما يمكن أن يُعرَف وفقًا لأفلاطون. كائن وراء الوجود هو أكثر الحقائق جدية فهو مصدر الأشياء الأقل حقيقة وهو علاوة على ذلك يمثل الخير طالما أن كل الأشياء المحدودة تملك سبباً عنده ويجب أن ترجع إليه. ولكن المرء لا يمكن أن يعلق السمات الأخلاقية إلى المصدر الأصلي للوجود نفسه لأن هذا قد يعني الحد من صفاته فلا يوجد لديه سمات من أي نوع بدون حجم لكن بخصائص دقيقة بل ويجب علينا عدم التحدث في الأمر على أنه كائن بل هو «أعلى من الوجود»، «أعلى من الخير» كما أنه يعمل دون مرجع ومن خلال عمله كقوة فاعلة فإن مصدر بداية الوجود ينتج على الدوام شيءًا آخر دون تغيير أو حركة أو انتقاص من نفسه، هذا الإنتاج ليس عملية فيزيائية ولكن انبعاثات قوة فالمنتَج له وجود بشكل حقيقي فقط بتأثير من عمل المصدر الأصلي للوجود بحيث أنه يمكن وصف الأفلاطونية الحديثة كنوع من وحدة الوجود الحيوية. الأشياء خلقها «الواحد» سواء كان ذلك بشكل مباشر أو غير مباشر وجميع الأشياء ما دامت موجودة فهي إلهية والإله هو الكل في الكل ومع ذلك فإن الوجود المستمد لا يشبه المصدر الأصلي للوجود نفسه وإنما يخضع لقانون نقص الكمال وهو في الواقع صورة وانعكاس للمصدر الأول للوجود ولكن كلما طال خط التوقعات المتعاقبة أصبحت مساهمتها أصغر في الوجود الحقيقي وبالتالي يمكن تصور مجمل الوجود على شكل سلسلة من الدوائر متحدة المركز تتلاشى بعيدًا نحو حافة عدم الوجود وقوة الوجود الأصلي في الدائرة الخارجية تكون كمية متلاشية. تتحد كل مرحلة (أقل من الوجود) مع (الواحد) بجميع المراحل الأعلى وتلقى نصيبها من الواقع بالانتقال بينهم فقط؛ ومع ذلك فإن لدى كل الوجود المستمد ميلًا نحو التوق للأعلى والانحناء إليه بقدر ما تسمح طبيعته. كان علاج أفلوطين لمادة الواحد أو جوهره (أوجا) يهدف إلى التوفيق بين أفلاطون وأرسطو، في حين عامل أرسطو الجوهر الفرد ككيان واحد مكون من مادة واحدة (هنا كما الإمكانية والحقيقة)، كما وفق أفلوطين بين أرسطو وأفلاطون «الخيِّر» بالتعبير عن مادة الواحد أو جوهره على أنها إمكانية أو قوة.

### نصف الخالق أو العقل
يبعث أو يلقي الكائن الأصلي في البداية بالعقل، والذي يعتبر صورة مثالية للواحد ولكل شيء موجود، وهو في نفس الوقت كائن وفكر وفكرة وعالم مثالي على حد سواء. كصورة يتوافق العقل تماما مع الواحد ولكنه كمشتق يعتبر مختلفا تماماً. ما يفهمه أفلوطين بواسطة العقل يعتبر أعلى مجال في متناول العقل البشري، في حين يكون أيضا الفكر النقي نفسه. العقل هو العنصر الأكثر أهمية من المثالية، كون الأفلاطونية الحديثة شكل نقي من المثالية الديميورغوس (العقل) هو الطاقة، أو إرغون (يعمل)، الذي يظهر أو ينظم العالم المادي إلى قدرة الإدراك الحسي.

### روح العالم
الصورة والناتج للعقل الساكن هي عالم الروح، والتي بالنسبة لبلوتونيوس، هي لا مادية مثل العقل، صلتها بالعقل هي مثل صلة العقل بالواحد تقع بين العقل والعالم الحسي، ومخترقة ومنورة بالسابق ولكنها أيضا ملامسة باللاحق، العقل/الروح غير مجزئة؛ عالم الروح قد يحافظ على وحدته ويبقى في العقل ولكن في نفس الوقت لديه القدرة على التوحد مع العالم الجسدي ومن ثم قد يتفتت، هو إذًا يحتل مركز متوسط كعالم روحي مفرد وهو ينتمي في الخلاصة والمقصد إلى العالم المعقول، ولكن أيضا يشمل أرواح لا تعد ولا تحصى وهذه الأرواح قد تسمح لنفسها بأن تُعَرف من الروح أو تختار العالم الحسي وتخسر نفسها في مملكة الحس والمحدودية.

### ظاهرية العالم
الروح باعتبارها جوهراً مؤثراً، تولد العالم المادي أو العالم غير الظاهري، هذا العالم يجب أن يمتد من خلال الروح والتي يجب أن تبقى أجزائها المختلفة في وئام تام، لم يكن أفلوطين ثنائياً في شعوره كالطوائف مثل: الغنوصيين، بالمقابل كان معجباً بجمال العالم وروعته طالما أن الفكرة هي التي تتحكم أو طالما أن الروح تتحكم بالجسد إذ أن العالم عندها يكون عادلاً ونزيهاً، إنها صورة - على الرغم من أنها صورة غامضة - من العالم العلوي ودرجات الحسن والسوء فيها ضرورية للانسجام الكلي ولكن في العالم الظاهري الفعلي تستبدل الوحدة والانسجام بالنزاع والخلاف والنتيجة هي الصراع بحضور واختفاء يشكّل وجوداً وهمياً وسبب هذه الحالة هو أن الأجساد تعتمد على أساس الجوهر، والجوهر غير المحدد بصفات إذا كان مفتقراً للشكل والفكرة، هو الشر وهو قادر على تشكيل محايدته. فمفهوم الشر هنا كالطفيلي ليس له قدرة على البقاء بشكل خاص به (parahypostasis) وهو أيضاً نتيجة لامفر منها في الكون ووجود «الآخر» ضرورة كعامل انسجام.

### الممارسة
هنا ندخل إلى الفلسفة العملية وعلى نفس الطريق فإنه يجب على الروح أن تتقفى خطواتها للعودة إلى الخير الأسمى ويجب عليها قبل ذلك أن تعود إلى نفسها ويتم إنجاز هذا من خلال ممارسة الفضيلة التي تؤدي إلى الله وتشبيهه في آداب أفلوطين جمعت جميع الطرق القديمة الخاصة بالفضيلة ورتبت في سلسلة متدرجة المرحلة الدنيا هي الفضائل المدنية ثم تتبعها التنقية والأخيرة وهي الفضائل الإلهية أما الفضائل المدنية فهي مجرد تزيين للحياة من دون رفع للروح. هذا هو مكتب الفضائل المطهرة، حيث تتحرر الروح من الحسية وتقاد عائدةَ إلى نفسها ومن ثم إلى العقل من خلال ملاحظات زاهدة. من خلال احتفالات التقشف يصبح الإنسان مرة أُخرى كائِن روحي دائم الوجود وخالي من الخطيئة. ولكن هناك هدف أسمى إذ لا يكفي أن يخلو الفرد من الآثام فقط بل يجب عليه أن يسعى ليكون«إله» (الوحدانية). هذه المرحلة يتم التوصل إليها من خلال تأملات الكائن البدائي. أو بعبارة أخرى عبر نهج وجداني إذ لا يمكن أن يقودك الفكر إلى هذه المرحلة وذلك لأن الفكر يصل فقط إلى العقل وهي بحد ذاتها نوع من الحركة.
في حالة الاستسلام والسكون التام فقط تستطيع الروح إدراك ومس الكائن البدائي. من هذا المنطلق فإنه يجب على الروح أن تعبر أولاً من خلال منهج روحاني بداية بتفكر الأشياء المادية في تعددها وتوافقها ثم الانكفاء على نفسها والعودة إلى أعماق كينونتها ثم تصاعدها إلى العقل (حيث يقع عالم الأفكار)، ولكن بالرغم من أنه لا يوجد حد أعلى مطلق إلا أنه لا يزال يسمع صوتاً يقول: «لا نحن من صنعنا أنفسنا».
آخر مرحلة وصلت إليها هي في قمة التوتر والتركيز، ينظرون في صمت ونسيان مطلق في كل شيء وأنه قادر كما كان ليخسر نفسه بعد ذلك ربما يستطيع رؤية الإله مؤسس الحياة مصدر الوجود لأنه أصل كل الاشياء الجيدة وجذر الروح.
في هذه اللحظة يستمتع بأعلى النعم الغير قابلة للوصف حتى الألوهية اغتسل في ضوء الخلود يقول بورفير بأن في أربع مناسبات خلال ست سنوات من الاتصال، وجد أفلوطين لهذا الاتحاد انجذاب مع الله.

### التسلسل الهرمي الإلهي
فلسفة أفلوطين الدينية كانت كافية بدون مساعدة من الدين الشعبي أو العبادة، ومع ذلك سعى للحصول على نقاط دعم فيهما. «الله» بالتأكيد هو أول كيان وجودي كشف في مجموعة الانبثاقات ومظاهره. درس أفلوطين وجودية الإله بشكل متسامي يفوق الوصف، ومنه تم انبثاق بقية الكون وذلك باعتباره سلسلة من الكائنات الأقل، وفي وقت لاحق، أضاف فلاسفة الأفلاطونية الحديثة وخاصة امبليكوس مئات من الكائنات الوسيطة مثل الآلهة والملائكة والشياطين والكائنات الأخرى كوسطاء بين الإله الواحد والإنسانية. والآلهة الأفلاطوينة الحديثة كانت متعددة المثالية، والكائنات لا تعرض السلوك غير الأخلاقي كما ارتبط تمثيلها في الأساطير.
- الواحد: الله، والخير، والمتعال والفائق الوصف.
- ألهة كل الأكوان: الذي يصنع الجوهر والحياة والروح.
- ديميورغ الخالق: خالق الكون المادي
- آلهة الكون: أولئك الذين يصنعون الوجود والطبيعة والمادة بما فيهم الآلهة المعروفة لدينا من الأديان القديمة.

### الخلاص
الأفلاطونيون الحديثون يعتقدون بأن كمال الإنسان وسعادته شيء يمكن بلوغه في هذا العالم دون الانتظار إلى الحياة الأخرى، كما يرون أن الكمال والسعادة مترادفان يمكن تحقيقهما من خلال التأمل الفلسفي. لم يؤمنوا بوجود مستقل للشر بل قارنوه بالظلام الذي لا يوجد بذاته، لكونه مجرد غياب للضوء، وعلى ذلك فالشر هو غياب للخير أيضاً. إن الأشياء جيدة وخيره بقدر ماهي موجوده، وهي سيئة وشريرة بقدر ماهي غير كاملة، وبالتالي ينقصها بعض الخير الذي كان يجدر بها أن تمتلكه، كان الحجر الأساسي للأفلاطونية الحديثة هو التعليم بأن كل الناس سيعودون للمصدر، وهذا المصدر سواء كان مطلقاً أو واحداً تنبع منه كل الأشياء بوعي فائق وكل الأشياء تعود إليه، بإمكاننا القول إن كل الوعي يمكن أن يُمسح ويتحول إلى لوح فارغ عند العودة إلى المصدر، لكي تمتلك كل الأشياء قوة أو إمكانية دينامية بماهيتها وهذه الإمكانية تولد الطاقة..
و يؤمن الأفلاطنيون بوجود حياة سابقة وبخلود الروح ويؤمنون أيضاً بـأن الروح البشرية تتكون من جزئين، روح دنيا غير عقلانيه وروح أعلى عقلانية (العقل) ويمكن اعتبار كلاهما القوى المختلفة من روح واحدة. ويؤمن الأفلاطونيون أن الروح تمتلك «مركبة» تكون مسؤولة عن خلود النفس البشرية والسماح بعودتها للواحد بعد الموت، فبعد الموت الجسدي تستغرق الروح فترة في الحياة الآخرى حتى تنسجم فيها مع الحياة التي عاشتها قبل الممات. فالأفلاطونيون يؤمنون بمبدأ التجسد الجديد أو التناسخ بالرغم من اعتقادهم أن الروح البشرية النقية والتقية تسكن السماوات العليا إلا أن الروح الغير طاهرة يجب أن تنقى أولا قبل التمثل في جسد جديد. ومن الممكن أن تتجسد روحه على هيئة حيوان. ويعتقد الأفلاطونيون أن الروح قد تكون في جسد جديد في إنسان آخر أو حتى نوع مختلف من الحيوانات. ولكن بورفيري عارض هذه المعتقدات فهو يؤمن أنه بدلاً من ذلك فإن الروح تعود لصاحبها فيتحقق الاتحاد مع الروح الكونية الشاملة، أنها لا تنتقل مرة آخرى أو على الأقل ليس في الفترة هذه من العالم.

### لوغوس
فسر مصطلح «لوغوس» باشكال مختلف في الأفلاطونية الحديثة. ويشير أفلاطون إلى طاليس في تفسير لوغوس كمبدأ التأمل، حيث العلاقة المتبادلة بين الأقانيم (آي النفس، الروح والواحد). يقدم القديس يوحنا العلاقة بين «اللوغوس» والابن المسيح في حين يدعو القديس بولس أنه «ابن»، «صورة» و«نموذج». بينما فرق فكتورينس بشكل متباين اللوغس في داخلية الله واللوغوس المتعلق بالعالم من خلال الخلق والخلاص أو النجاة.
أعاد أوغسطين تفسير نظريات أرسطو وأفلاطون. في ضوء الفكر المسيحي المبكر وفي كتاب «الاعترافات» وصف اللوغوس بالكلمة السماوية الخالدة وشعار أوغسطين «أخذت على الجسد» في المسيح وهواللوغوس الذي كان يمثله دون غيره من البشر. وقد أثّر في الفكر المسيحي في جميع أنحاء العالم الهلنستي وأثر بشدة في الفلسفة المسيحية المبكرة للعصور الوسطى وربما كان موضوعها الرئيسي هي اللوغوس هذه.
بعد آفلاطون (بحوالي 205-270 بعد الميلاد) وتلميذه فرفريوس (حوالي 232-309 بعد الميلاد) إتجهت أعمال أرسطو (غير الحيوية) إلى منهج الفكر الأفلاطوني وتعتبر مقدمة فرفريوس في كتابه «إيساغوجي» لتصنيفات أرسطو مهمة كمقدمة لعلم المنطق. وأصبحت كذلك دراسة لأرسطو مقدمة لدراسة أفلاطون في أواخر الأفلاطونيه في آثينيا وكذلك الإسكندرية. ويتلمس المعلقون في هذه المجموعة إلى موافقة أفلاطون وأرسطو وبعض الأحيان ستوا وقد نسبت بعض الأعمال في الأفلاطونية الحديثة إلى أفلاطون وآرسطو ومثال على ذلك دي موندو والتي يعتقد أنها ليست من أعمال أرسطو المزيفة ولايزال ذلك موضع نقاش.

## فلاسفة الأفلوطينية الحديثة

### أمونيوس السقاص
أمونيوس السقاص (تاريخ الميلاد غير معروف وتاريخ الوفاة حوالي 265 ميلادي: باليونانية Ἀμμώνιος Σακκᾶς) هو أحد مؤسسي الأفلاطونية الحديثة وهو أيضاً معلّم أفلوطين. يُعرف القليل عن أمونيوس السقاص غير أن كلاً من المسيحيين (انظر يوسابيوس، وجيروم وأوريجانوس) والوثنيين (انظر فرفوريوس وأفلاطون) اعتبروه أحد دُعاة ومؤسسي نظام الأفلاطونية الحديثة. بيّن فرفوريوس في كتابه «نحو مدرسة موحدة لأفلاطون وأرسطو» وجهة نظر أمونيوس التي تقول بانسجام فلسفتي أفلاطون وأرسطو. واعتبره كل من يوسابيوس وجيروم مسيحياً حتى وفاته، في حين ادعى فرفوريوس بارتداده عن المسيحية واعتناقه للفلسفة الوثنية.

### أفلوطين
أفلوطين (باليونانية: Πλωτῖνος ولد حوالي 205م وتوفي في270م) وهو فيلسوف إغريقي- مصري شهير من العالم القديم ويُعتبر أبو الأفلاطونية الحديثة. تأتي مُعظم معلوماتنا عن سيرته الذاتية من مقدمة فرفوريوس في نسخته من سماقيات أفلوطين. وبينما كان أفلوطين متأثراً بالتعاليم اليونانية والفارسية والفلسفة الهندية واللاهوتية المصرية التقليدية[36]، ألهمت كتاباته الميتافيزيقية المُتأخرة شريحةً كبيرة من الميتافيزيقيين والصوفيين المسيحيين واليهود والمسلمين والغنوصيين على مر القرون. اعتقد أفلوطين بوجود الواحد المُتعالي والمُتفوق الذي لايعرف القِسمة أو التعددية أو التمييز ويتخطى كذلك جميع فئات الوجود وعدم الوجود. اشتق البشر مفهوم «الوجود» من مادّة التجربة الإنسانية وهي سمة من سماتها ولكن الواحد المتعالي المُطلق الحدود يفوق هذه المادة وبالتالي يتخطى المفاهيم التي اشتقت منها ولا يمكن أن يكون الواحد شيء موجود ولا مجرد مجموع هذه الاشياء (قارن بين مذهب الرواقية بعدم الإيمان في الوجود الغير مادي) ولكنه سابق لكل موجود.

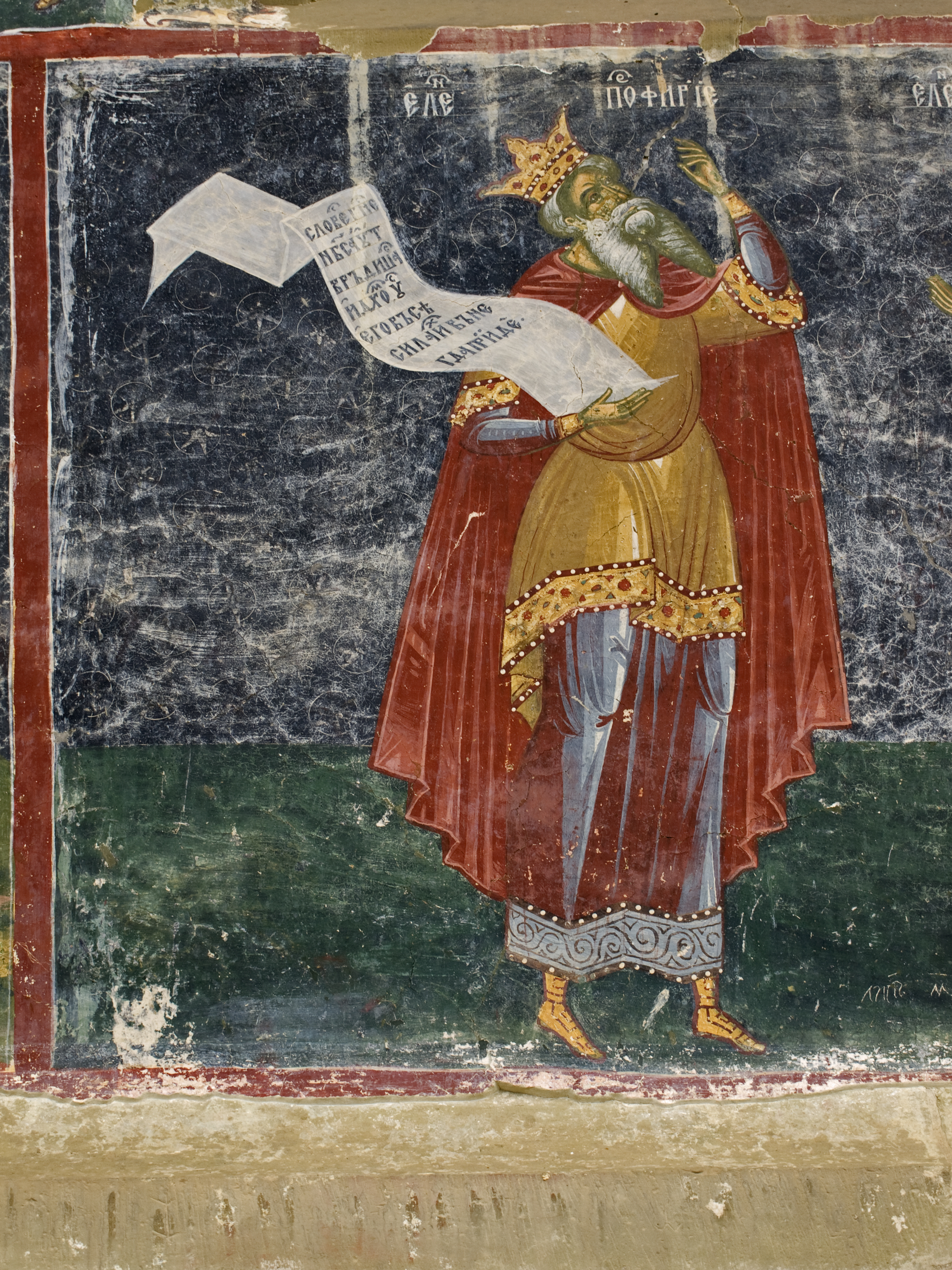
بورفيريهيباتيا

### بورفيري
كان فرفريوس الصوري (233 ب.م. – 309 ب.م.) أو بورفيري (بالإغريقيه: Πορφύριος)، فيلسوف الأفلاطونية الحديثة. كتب كثيراً في علم التنجيم، الدين، الفلسفة والنظريات الموسيقية وهو الذي قدم السيرة الذاتية لمعلمه. قال:
| أفلاطونية محدثة | إنه مهم في تاريخ الرياضيات بسبب كتابه حياة فيثاغورس وأيضاً تعليقه على عناصر إقليدس بابوس التي استخدمها عند كتابة تعليقاته الخاصة | أفلاطونية محدثة |

المعروف أيضاً بأنه معارض للمسيحية ومدافع عن الوثنية كتبها في 15 كتاباً، لم يبقى منها سوى أجزاء. ومن مقولته المشهورة
| أفلاطونية محدثة | أعلنت الالهة أن المسيح هو تقي، لكن المسيحين هم فئة ضائعة وقمة الفساد | أفلاطونية محدثة |

### امبيلكوس
وهو المعروف أيضا بـ امبيلكوس الكلدوني، وهو فيلسوف سوري في الأفلاطونية الحديثة الذي حدد الوِجه التي اتخذتها الفلسفة الأفلاطونية الحديثة في وقت لاحق وربما الأديان الفلسفية الغربية نفسها. ربما كان أفضل المعروفين بالخلاصة الوافية التي كتبها بشأن فلسفة فيثاغورس. ففي نظام امبليكوس عالم الآلهة امتد من الأصل الواحد وصولا إلى طبيعة المواد في حد ذاتها، حيث أن الروح في الواقع انحدرت في هذه المسألة وأصبحت مجسدة كالبشر تماماً. وأن هذا العالم مأهول من قبل حشد من الكائنات الخارقة التي تؤثر على الأحداث الطبيعية والعمليات وإتصال المعرفة في المستقبل والذين يمكنهم جميعاً الوصول إليها في الصلوات وقرابين الخلاص أو وسيلة الإنقاذ. كان هدف امبيلكوس النهائي وكانت الروح المجسدة تعود إلى الإله عن طريق آداء بعض الشعائر المعينة يقصد بها حرفياً العمل الإلهي.

### هيباتيا الاسكندرانيه
هي امرأة اغريقية (360 م - 415 م) خدمة كرئيسة المدرسة الافلاطونية في الإسكندرية حيث درست الفلسفة وعلم الفلك قبل مقتلها من قبل حشد مسيحي غوغائي مناهض للوثنيين.

### برقلس

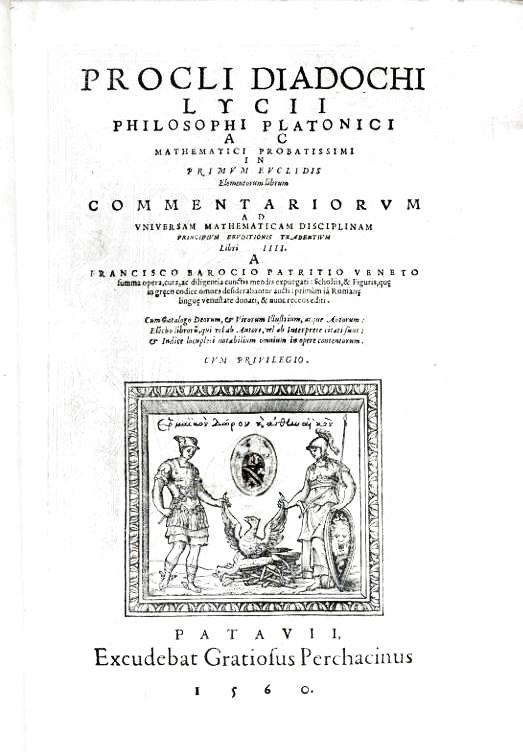
الكتاب الأول للعناصر لإقليدس

بروكلس ليكايوس (8 فبراير 412 - 17 أبريل 485) الملقب «بالخليفة» أو «ديادوكوس» (باليونانية ος ὁ Διάδοχος Próklos ho Diádokhos) كان فيلسوف يوناني متخصص في الأفلاطونية الحديثة وواحد من أواخر الفلاسفة اليونانيين الرئيسيين. وضع أحد أدق وأعقد وأطور الأنظمة الأفلاطونية الحديثة. اتسم نظام بروكلس بسمة مميزة وهي إدراج ما دعاه بـ (الهينادس) بين الون نفسه والذكاء الإلهي وهو المبدأ الثاني.عفب
والهينادس تتجاوز الوجود مثل الون نفسه ولكنها على رأس السلاسل السببية (سيراي أو تاكسيز) وبطريقة ما فإنها تعطيها صفتها المميزة. كما قد تستخدم كلمة هينادس للإشارة إلى الآلهة الإغريقية التقليدية فمثلاً قد تكون أحد الهينادس هي الإله أبولو وبنفس الوقت المسؤولة عن كل ما يحدث ويعد من أفعال الإله أبولو بينما قد تعتبر هينادس الإله الأخرى هيليوس وبنفس الوقت مسؤولة عن كل الأشياء المتعلقة بالشمس والهينادس تخدم سببين هما حماية ألوان نفسه من التعددية وجذب الكون كله باتجاه الألوان، بكونه حلقة وصل أو وسيط بين التوحيد التام والتعددية الحاسمة.

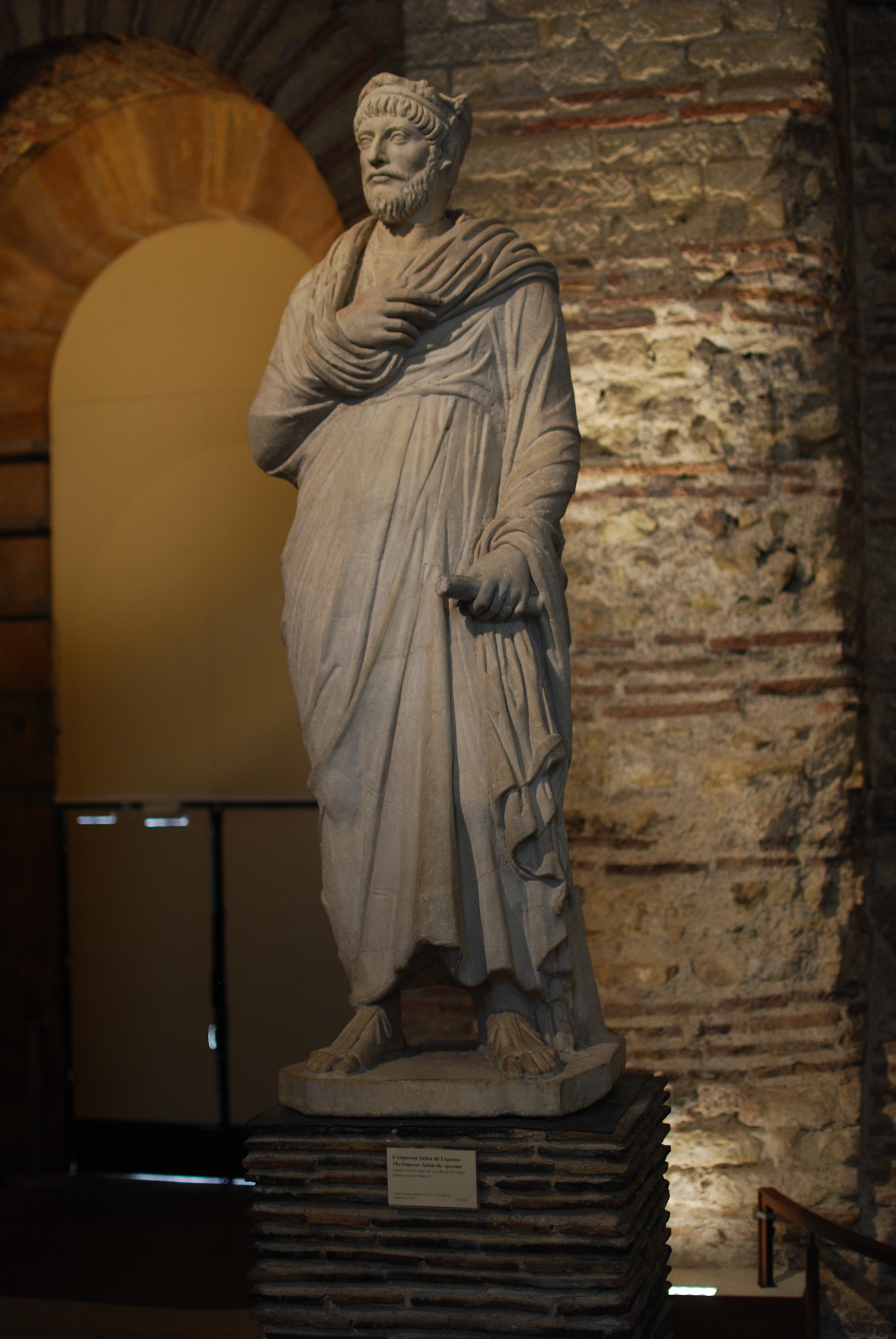
يوليان المرتد

### الإمبراطور جوليان
جوليان (ولد 331م. - توفي 26 يونيو 363م.)، كان إمبراطوراً رومانياًّ (من 361م وحتى 363م) من السلالة الحاكمة للقسطنطينية وهو آخر إمبراطور روماني وثني. حاول أن يغير ويطور العبادة الوثنية التقليدية بتوحيد العبادة الهيلينية في الإمبراطورية الرومانية بالشكل الأفلاطوني الحديث الذي طوّر بواسطة أيامبليكس. سعى لفعل ذلك بعد السماح للدين المسيحي وانتشاره على نطاق واسع في شرق الإمبراطورية الرومانية وعلى نطاق محدود في غرب الإمبراطورية.

### سمبليكيوس
سمبليكيوس من قيليقيا (530م.) وهو من تلاميذ دامسكيوس ولم يكن معروفاٌ كمفكر أصيل ولكنه تميز بذكاء ملاحظاته وثراء تفكيره.وكانت ملاحظاته ذات قيمة كبيرة للتلامذة الإغريق وذلك لاحتوائها على آراء كثيرة من الفلاسفة القدماء والمحدثين.

### مايكل سيلوس
مايكل سيلوس (1018م. -1078م.)، وهو راهب بيزنطي وكاتب وفيلسوف وسياسي ومؤرخ وقد كتب العديد من الأطروحات الفلسفية، كان مفكراٌ نموذجياً وكتب معظم فلسفته خلال فترة توليه منصب سياسي في محكمة في القسطنطينية بين عامي 1030م. و4010م.

### جيميستوس بليتو
جيمستوس بليتو (1355م. -1452م. (باليونانية: Πλήθων Γεμιστός)‏) وهو العالم البارز الذي استمر في الفلسفة الأفلاطونية الحديثة في أواخر الإمبراطورية البيزنطية وأدخل فهمه وتبصره في أعماله بالأفلاطونية الحديثة خلال محاولة فاشلة للإصلاح بين الانشقاق العظيم في مجمع فلورنسا وقد التقى بليتو بكوزيمو دي ميديشي في فلورنسا وأثّر على قراره الأخير بتأسيس أكاديمية أفلاطونية جديدة هناك وعين كوزيمو لاحقاً مارسيليو فيسينو رئيساً على الأكاديمية وهو الذي شرع في ترجمة جميع أعمال أفلاطون وأعمال التُساعي أفلوطين وأعمال مختلفة لفلاسفة الأفلاطونية الحديثة وذلك إلى اللغة اللاتينية.

## المسيحية المبكرة والأفلاطونية الحديثة عبر القرون الوسطى
عملت مبادئ رئيسية معينة في الأفلاطونية المحدثة كفترة فلسفية مؤقتة للعالم اللاهوتي المسيحي القديس أوغسطين وذلك في فترة انتقاله من المانوية الثنوية إلى المسيحية وكرجل مانوي فقد أصرعلى فكرة أن الشر كائن جوهري وأن الإله مخلوق من المادة وعندما أصبح أفلاطونيًا محدثًا قد غير نظرته لهذه الأشياء وكأفلاطونياً محدثاً وبعد ذلك مسيحياً فقد آمن أن الشر هو فقدان للخير وأن الإله ليس مادة وظلت مسيحية أوغسطين ممزوجة بالأفلاطونية المحدثة عند كتابة مقالته «على الدين الصحيح» وذلك بعد عدة سنوات من معموديته الـ 387.
تأثر العديد من المسيحيين بالأفلاطونية الحديثة وخاصة في تشبيههم الإله الأفلاطوني بيـهوة (إله اليهود) ويُعد أوريجانوس أكثر المسيحيين تأثراً بذلك حيث تتلمذ على يد أموينوس السقاص وكاتب القرن الخامس المعروف بـ بسيدو ديونيسيوس الأريوباغي وقد قام جون سكوتس بترجمة أعمال وكتب بسيدو للغرب في القرن التاسع كما ثبُتت تلك الكتب والأعمال في الأرثوذكسية الشرقية والمذاهب المسيحية الغربية وقد رُبطت الأفلوطونية بالغنوسطية والتي عارض أفلوطين أفكارها بشدة في رسالته التاسعة في المجموعة الثانية من مجموعته التاسوعية وقد وضح فيها بأنه ضد من يدّعي أن«صانع العالم شرير وأن العالم نفسه شر» وعموماً ضد الغنوسطيين.
لقد رفض الأفلاطونيون الحداثيون ما تقوم به الطائفة الغوسطية من تشوية للفكر والفهم الأفلاطوني عن الإله خالق الكون والتي ذكرت في أحد تعاليم أفلاطون وذلك لارتباط معتقدهم بتعاليم أفلاطون. وتعتبر الأفلاطونية الحديثة فلسفة أرثوذكسية أفلاطونية وفقا لما بينه مجموعة من العلماء أمثال الدكتور جون تورنر ومن أسباب الأخذ بهذا الرأي هو محاولات مؤسس هذه الفلسفة أفلوطين التخلي عن بعض تعاليم أفلاطون القديمة المخالفة للفكر الأرثوذكسي والتي كتبت في تاسوعات أفلوطين، لقد اعتقد أفلوطين أن اتباع الطائفة الغوسطية قد قاموا بتحريف تعاليم أفلاطون الأصلية.
برغم تأثير هذه الفلسفة الوثنية على المسيحية فقد ضر جستينيان الأول الأفلاطونية الحديثة لاحقا عندما أمر بإغلاق مدرسة أثينا. واستمرت الأفلاطونية الحديثة بعد الإغلاق والدراسات الفلسفية الدنيوية في المدرسة الممولة من القطاع العام في الإسكندرية وفي بدايات القرن السابع الميلادي، جلب ستيفانوس أحد أتباع الأفلاطونية الحديثة التقليد الإسكندراني للقسطنطينية حيث بقي مؤثرًا وإن كان يُعد كنوع من التعليم الدنيوي. حافظت الجامعة على كونها مزيج حي من التقاليد الأفلاطونية والأرسطية، مع كونها أطول مدرسة أفلاطونية بقاءً حيث بقيت لما يقارب الألفي عام حتى القرن الخامس عشر الميلادي وأثرت أفكار الأفلاطونية الحديثة في القرون الوسطى على المفكرين اليهود كالقبلاني إسحاق بلايند والفيلسوف الأفلاطوني اليهودي سلمان ابن جابيرول والذين عدلا فيها لتناسب إيمانهم بتوحيد العبادة لله كما أثرت أفكار الأفلاطونية الحديثة على المفكرين المسلمين والصوفيين كالفارابي وابن سينا استمرت الأفلاطونية الحديثة في الكنيسة المسيحية الشرقية باعتبارها تقليد مستقل وأعادها بليثون للكنيسة الغربية.

## الأفلاطونية الإسلامية الحديثة

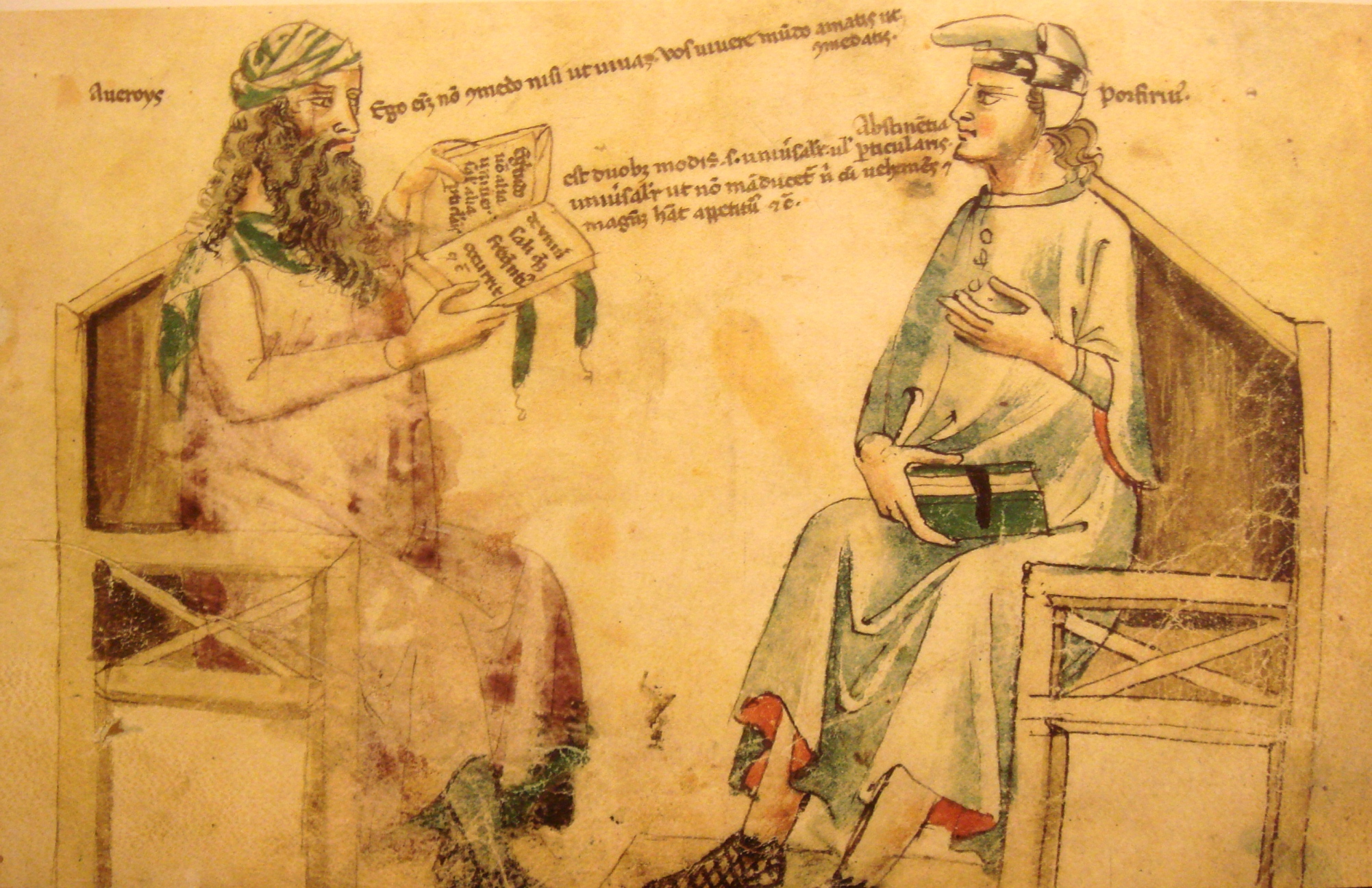
رسم تخيلي لابن رشد وفرفريوس

«إن أفلاطون وأرسطو بالنسبة للمسلمين هم جزء من التراث الإسلامي بالطريقة نفسها التي يُنظر فيها إلى النبي إبراهيم على أنه نبي الإسلام» فقد استفاد العلماء والفلاسفة العرب من أعمال أفلاطون وأرسطو وأفلوطين وغيرهم من فلاسفة الأفلاطونية الحديثة لتقييم الأفلاطونية الحديثة وتقديرها وتكييفها في نهاية المطاف لتتوافق مع الحدود السماوية للإسلام. وقد قرأ العلماء العرب كغيرهم من مفكري الأفلاطونية الحديثة السابقين أعمال أفلاطون وفسروها فلسفيًا كما أنهم توصلوا إلى أسئلة واستنتاجات مماثلة. وقد كان لترجمة مفكري الأفلاطونية الحديثة الإسلامية وتفسيراتهم آثارًا دائمة على فلاسفة الغرب مؤثرة بذلك على وجهة نظر ديكارت فيما يتعلق بمفهوم الوجود. ومن الشخصيات المهمة التي ترجمت الأفلاطونية الحديثة الإسلامية وشكَّلتها ابن سينا والغزالي والكندي والفارابي والحمصي.
هناك ثلاثة أسباب رئيسية لظهور العوامل المؤثرة للأفلاطونية الحديثة في العالم الإسلامي:
1. توافر نصوص الأفلاطونية الحديثة: الترجمات العربية وإعادة صياغة نصوص مؤلفات الأفلاطونية الحديثة كانت متيسرة بشكل كبير للعلماء المسلمين بفضل توفر المخطوطات اليونانية في هذا الجانب لبقاء الكثير من فلاسفة الإغريق تحت الحكم الساساني لملوك الفرس قبل بزوغ فجر الإسلام.
2. القرب الزماني والمكاني: فقد عاش أفلوطين والأفلاطونيين الجدد الآخرين لبضع قرون فقط قبل ظهور الإسلام وكان الكثير منهم من الإغريق المصريين.
3. وجهات نظر الأفلاطونية الحديثة الصوفية: طريقة أفلوطين لها محتوى مشابه للباطنية الإسلامية مثل التصوف الإسلامي مما سهل قبول وفهم تعاليم الأفلاطونية الحديثة عن طريق الفلاسفة الإسلاميين.[24]

تختلف الأفلاطونية المحدثة في نسختها الإسلامية عن الأفلاطونية المحدثة التقليدية لاحتوائها على التوحيد الإسلامى. والنقطة البارزة في ذلك السياق هي تغيير تعاريف الوحدانية والأصل الأول. وما غير الأفلاطونية المحدثة سوى أن الأصل الأول مجاوز للمادة. وقد قام الفلاسفة المسلمون بتغير صفات الوحدانية إلى تلك الصفات المنسوبة للإله المذكور في القرآن. وبنسبة صفة الأصل الأول للإله فقد قاموا بتبديل التعريف لكي يتناسب مع تعريف الإله كما قرره القرآن. وصف الفلاسفة الإله بأنه منزه عن القوالب الأفلاطونية ويتصف بالإحاطة علمًا بكل شيء.
تم تبديل فكرة الحكمة الإلهية في النسخة الإسلامية للأفلاطونية المحدثة وتمت نسبتها للإله مرة أخرى. ولم يكن أفلوطين يؤمن بفكرة التصميم الحكيم للكون بواسطة كيان قادر على كل شيء. تبنى الفلاسفة المسلمون فكرة الحكمة الإلهية لتعزيز ما ورد في القرأن من حيث أن الإله كيان متجاوز للمادة، يعلم كل شيء ولا يبدله شيء من أعمال خلقه. لم تقدّم الترجمات التي قامت بالتحري عن المعتقدات المعنيّة بدراسة الإله في الأفلاطونية المحدثة أي تعديل جوهري على المصادر اليونانية الأصلية التي تظهر تحولًا عقائدي نحو التوحيد.
ظهر الجانب الأكبر من موضوعات الأفلاطونية المحدثة في الكتابات الدينية الصوفية، والتي حولت في الواقع العقائد التقليدية الخالصة مثل خلق الكون إلى عقيدة مثل الفيض. والتي سمحت بأن يتم التعبير في إطار أفضل عن الموضوعات الأفلاطونية المحدثة وظهور موضوعات الصعود والوحدة في التصوف. وقد استخدم الفلاسفة المسلمون إطار التصوف الإسلامي في تفسير مفاهيم وكتابات الأفلاطونية المحدثة، وقد أعطى بارفيز مورويدج أربع افتراضات عن طبيعة التصوف الإسلامي:
- وحدة الوجود: وحدة موروثة كامنة بين كل أبعاد تجارب العالم.
- عنصر الوسيط: الوساطة بين الإنسان الفاني والخلود الأبدي.
- طريق الخلاص: تكمن المعرفة في طريق إدراك الذات" مرورًا بالتجارب التي تطور المرء خلال مراحل، وصولاً بمرحلة السمو.
- لغة المجاز الرمزي: الكتابات الصوفية تكون مكتوبة غالباً بلغة الحكايات المجازية.

## الأفلاطونية في عصر النهضة في إيطاليا

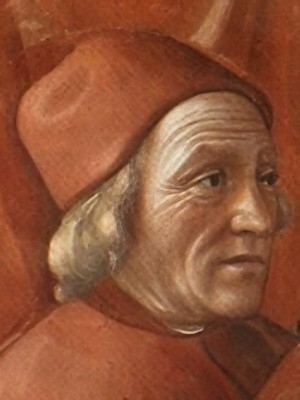
مارسيلو فيتشينو

عُرف الأفلاطونيون المحدثون على أنهم من أشهر الطلاب اليونانيين في عصر النهضة في إيطاليا ممن يدرسون في فلورنسا وضواحيها".
لم تكن الأفلاطونية الحديثة مجرد إحياء لأفكار أفلاطون بل هي قائمة على توليفة محدثة لأفلاطون تم فيها إدراج أعماله وتعاليمه بالإضافة إلى أعمال أرسطو وفيثاغورس وآخرين من فلاسفة اليونان. لقد كان عصر النهضة في إيطاليا إحياءً للعصور القديمة الكلاسيكية والتي بدأت فور سقوط الإمبراطورية البيزنطية التي كانت تعد آنذاك "أمناء المكتبات في العالم" بسبب مجموعاتهم العظيمة من المخطوطات الكلاسيكية وعددًا من العلماء الإنسانيين الذين نشأوا في القسطنطينة. الأفلاطونية الحديثة في عصر النهضة تجمع بين أفكار المسيحية وإدراكًا جديدًا لكتابات افلاطون.

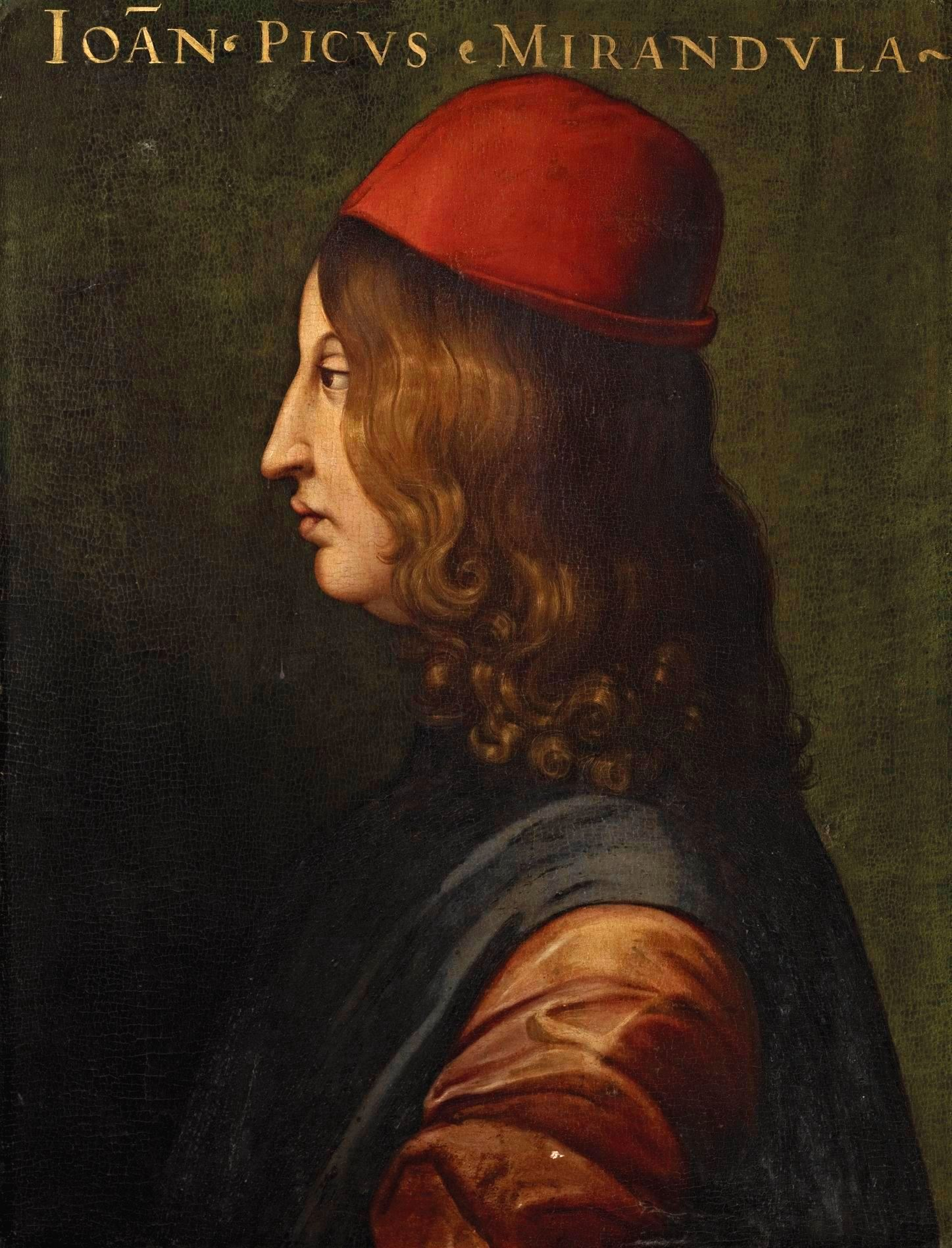
بيكو

مارسيلو فيتشينو (1433-1499م) كان صاحب الفضل في تأسيس وتقديم «أفلاطون» إلى عصر النهضة، (هول). وفي عام 1462م، قام «كوزيمو دي ميدِتشي الأول»، والذي كان راعيًا ومناصرًا للفنون وأحد المهتمين أيضاً بالإنسانيّة والأفلاطونيّة، بتقديم «فيتشينو» بالإضافة إلى تجهيز 36 من حوارات «أفلاطون» اليونانية للترجمة ففي الفترة مابين عاميّ 1462م و1469م ترجم «فيتشينو» تلك الأعمال إلى اللاتينية، فسهّل بذلك إمكانية الوصول إليها والإستفادة منها لقلة عدد قراء اليونانية ذلك الوقت.
ثم في الفترة من 1484م إلى 1492م أُتيحت أعمال أفلاطون في الغرب للمرة الأولى من خلال ترجمتهـا لهم.
كان جيوفاني بيكو ديلا ميراندولا (1463–1494) أفلاطونياً حديثاً متفوقاً خلال النهضة الإيطالية، هو لم يكن باستطاعته التحدث والكتابة باللاتينية والإغريقية فحسب بل حظي بالمعرفة الهائلة باللغتين العبرية والعربية، وقد حظر بابا الفاتيكان أعماله حيث كان يُنظر إليها على أنها مُنشقة على عكس فيكينو الذي تمكن من البقاء في الجانب الصحيح من الكنيسة.
وقد جهد كل من فيكينو وبيكو لمعرفة المذاهب الأفلاطونية والمحكمة في تعاليم الكنيسة الكاثولوكية الرومانية التي تم تقييمها مؤخراً من خلال محاولة «الإصلاح المحكم».

## جماعة الأفلاطونيين بجامعة كامبريدج
في القرن السابع عشر في انجلترا، كانت الأفلاطونية الحديثة أساسية لمدرسة جماعة الأفلاطونيين بكامبريدج وكان من أشخاصها اللامعين: هنري مور، رالف كدوورث، بنجامين ويشكوت وجون سميث وكانوا جميعهم من خريجي جامعة كامبريدج ولكن صامويل كولريدج زعم بأنهم في الحقيقة ليسوا أفلاطونيين ولكنهم «واقعاً أفلوطينيين»: «أفلوطين إلهيين»، كما سماهم هنري مور. فيما بعد أصبح توماس تايلور (وهو ليس من جماعة الأفلاطونيين بكامبريدج) أول من قام بترجمة أعمال أفلوطين إلى اللغة الإنجليزية.

## الأفلاطونية المحدثة المعاصرة

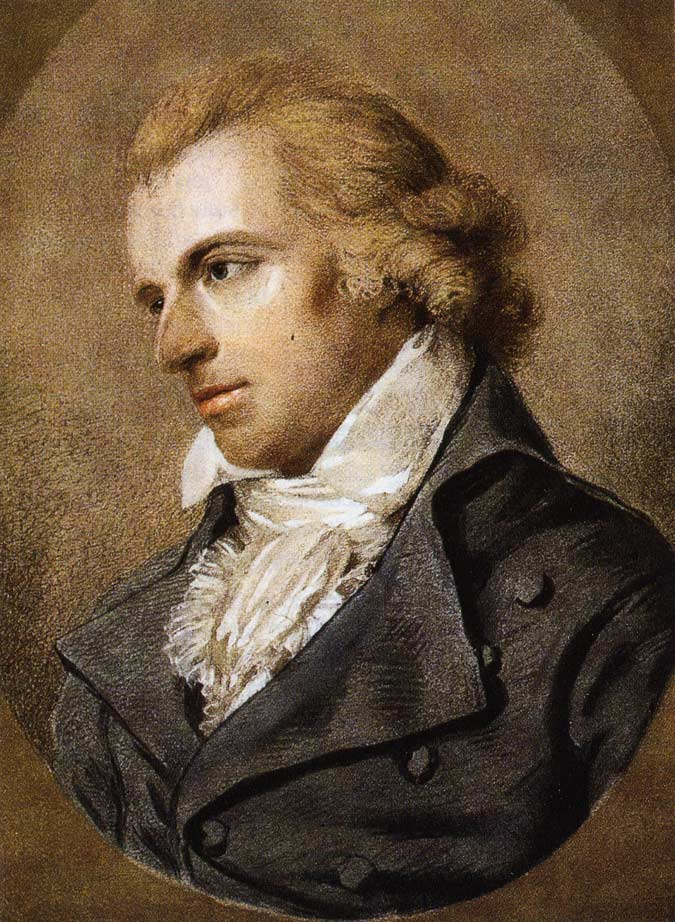
شيلر

في هذا المقال «حقائق ظاهرة وحقائق خفية: جين جيبسر في منظور تاريخي ثقافي»، يزعم الفيلسوف ألان كومز أن عشرة مفكرين حديثين يمكن تسميتهم أفلاطونيين حديثين: غوته، شيلر، شيلينج، هيغل، كولريدج، إمرسون، رودلف شتاينر، كارل يونغ، جين جيسبر والنظري الحديث برايان قودوين. هو يرى أن هؤلاء المفكرين مشاركين في تقليد يمكن تمييزه من التجريبي والثقافات الفلسفية المادية الغربية.
حول فلسفة الرياضيات، وفي أوائل القرن العشرين جدد الفيلسوف الألماني جوتلوب فريجه اهتمامه بنظرية أفلاطون حول الأجسام الرياضية (وغيرها من الأجسام المجردة بشكل عام)، ومنذ ذلك الحين قام عدد من الفلاسفة، مثل: كريسبن رايت وبوب هال بالدفاع عن التفسير الأفلاطوني الجديد للرياضيات وتطويره.
ذكر البعض أن الشاعر الأمريكي عزرا باوند يُعتبر من أتباع الأفلاطونية الحديثة بالرغم من انطلاقه من وجهة نظر كونفوشية نتيجة لإعجابه الشديد بأفلوطين وكتاباته حول الدين والفلسفة. أما من الناحية الدينية، فقد كان يصف نفسه أمام العموم بأنه وثني هيليني.
ومن الأفلاطونيين الجدد المشهورين توماس تايلور الذي يعرف بـ«الأفلاطوني الإنجليزي» والذي أسهب في الكتابة عن الأفلاطونية وترجم تقريباً كامل أعمال أفلاطون والمنهج الأفلاطوني إلى الإنجليزية ومنهم أيضاً الكاتبة البلجيكية سوزان لايلار.